# Saccoglossum papuanum
Saccoglossum papuanum är en orkidéart som beskrevs av Rudolf Schlechter. Saccoglossum papuanum ingår i släktet Saccoglossum och familjen orkidéer.
Artens utbredningsområde är Papua Nya Guinea. Inga underarter finns listade i Catalogue of Life.